# Zapadnoafrička bamija
Zapadnoafrička bamija (lat. Abelmoschus × caillei), biljka iz porodice Malvaceae. Izvorni raspon ovog hibrida je Indija. To je grm ili drvo i uglavnom raste u sezonski suhim tropskim biomima. Hibridna formula je A. esculenta × A. manihot.

## Opće informacije
Zapadnoafrička bamija je krupna, jednogodišnja do dvogodišnja, uspravna biljka koja naraste do 4 metra visine. Biljke su uglavnom jako razgranate s glavnom stabljikom koja je često pri dnu drvenasta. Biljka se uzgaja u zapadnoj Africi zbog jestivih plodova.
Rod Abelmoschus potječe iz jugoistočne Azije. Zapadnoafrička bamija je, međutim, kultigen koji se uglavnom javlja u zapadnoj i središnjoj Afrika. Prijavljena je od Gvineje do Nigerije u zapadnoj Africi, u Kamerunu, Gabonu i DR Kongu u središnjoj Africi te u Ugandi u istočnoj Africi.

## Poznate opasnosti
Intenzivan kontakt s blago dlakavim voćem i biljkama može dovesti do iritacije kože.

## Pojedinosti o uzgoju
Biljka vlažnih i perhumidnih tropa u Africi. Tolerira širok izbor tala, ali preferira dobro dreniranu pjeskovitu ilovaču, s pH u rasponu od 6 do 7, i visokim sadržajem organske tvari. Na jugu Obale Slonovače, biljka cvjeta unutar 50 - 110 dana od sjetve sjemena u sušnoj sezoni kada se dani skraćuju, i unutar 65 - 270 dana nakon sjetve u kišnoj sezoni kada se dani produžuju.
Biljke kratkog dana (one koje cvjetaju samo kada je duljina dana kraća od oko 12 sati), posađene na početku kišne sezone, ne cvjetaju do kraja kišne sezone, ali su vegetativno toliko dobro razvijene da lako prežive sušnu sezonu bez dodatne vode, a cvjetaju i donose plodove u razdoblje oskudice.
Trajanje usjeva stoga pokazuje ogromne varijacije ovisno o kultivaru, lokalitetu i sezoni, a varira od 4 mjeseca do više od 12 mjeseci.
Uspoređujući kultivare slične ranosti, zapanjujuće je da zapadnoafrička bamija ima znatno dulje proizvodno razdoblje od kultivara obične bamije. Ovo je atraktivna karakteristika za sadnju u kućnom vrtu.
Otvaranje cvjetova i oprašivanje odvija se u ranim jutarnjim satima. Iako je u osnovi samooprašujući usjev, može doći do znatnog unakrsnog oprašivanja kukcima.
Redovita berba svih plodova dok su nezreli potiče daljnje cvjetanje, produžujući tako razdoblje berbe i povećavajući ukupni urod.
Najraniji kultivari spremni su za prvu berbu 8 tjedana nakon sjetve. Plodove u razvoju treba brati kada su stari 7 - 8 dana. Ranije branje smanjuje prinose zbog niske težine ploda, ali odgođeno branje smanjuje tržišne prinose jer prestarjeli plodovi postaju vlaknasti. Bamije se, dakle, beru u razmacima od 2 - 3 dana. Minimalna učestalost je jednom tjedno, ali tada se moraju brati plodovi svih veličina. Iako tako niska učestalost smanjuje prinos, vrlo mali plodovi mogu postići višu cijenu, jer su vrhunske kvalitete.
Za proizvodnju sjemena, cijeli se usjev može požnjeti jednom.
Prinos plodova od 10 t/ha može se smatrati dobrim urodom, ali se u optimalnim uvjetima mogu ostvariti i prinosi preko 40 t/ha.

## Kuhinja
Mladi, nezreli plodovi – kuhani, jedu se kao povrće. Jedu se kuhani ili prženi, u zapadnoj Africi obično se kuhaju u vodi za izradu sluzavih juha i umaka. Plodovi se mogu sušiti, cijeli ili narezani, za kasniju upotrebu. Osušeni plod se prije upotrebe često melje u prah. Plod je jajolika čahura 5 - 25 cm duga i 1 - 5 cm široka.
Mladi listovi – kuhani. Ponekad se jedu kao špinat.
Ova je biljka vrlo blisko povezana s bamijom (Abelmoschus esculentus) i njezin je opseg upotrebe vjerojatno isti. Sljedeće upotrebe navedene za bamiju trebale bi se stoga također odnositi na ovu vrstu.
Sjemenke - kuhane ili samljevene u brašno, koristew se za pravljenje kruha ili napravljene u 'tofu' ili 'tempeh'. Sjeme sadrži oko 20% bjelančevina i 20% ulja. Prženo sjeme je zamjena za kavu. Sjeme sadrži do 22% jestivog ulja
Lišće, cvjetni pupoljci, cvjetovi i čaške mogu se jesti kuhani kao zelje. Ugodnog je kiselkastog okusa. Listovi se mogu osušiti, zdrobiti u prah i pohraniti za kasniju upotrebu. Koriste se i kao arome.

## Ljekovitost
Njezin je opseg upotrebe vjerojatno isti kao s bamijom (Abelmoschus esculentus). Sljedeće upotrebe navedene za bamiju trebale bi se stoga također odnositi na ovu vrstu.
Korijenje je vrlo bogato sluzi i ima snažno umirujuće djelovanje. Neki kažu da su bolji od bijelog sljeza (Althaea officinalis). Ova sluz se može koristiti kao zamjena za plazmu. Infuzija korijena koristi se u liječenju sifilisa. Sok od korijena koristi se izvana u Nepalu za liječenje posjekotina, rana i čireva.
Lišće daje omekšavajući oblog. Također se koriste kao omekšivači, sudorifikati ili antiskorbutici te za liječenje dizurije.
Uvarak od nezrelih kapsula djeluje umirujuće, diuretično i omekšavajuće. Koristi se u liječenju kataralnih infekcija, žarkosti urina, dizurije i gonoreje.
Sjemenke su antispazmodične i stimulativne. 

## Ostale namjene
Vlakna dobivena iz stabljika koriste se kao zamjena za jutu. Također se koristi u proizvodnji papira i tekstila. Vlakna su duga oko 2,4 mm. Kada se koriste za papir, stabljike se beru u kasno ljeto ili jesen nakon što su pobrane jestive mahune sjemena, uklanjaju se listovi, a stabljike se kuhaju na pari dok se ne mogu skinuti vlakna. Vlakna se kuhaju 2 sata s lužinom, a zatim se stave u kuglični mlin na 3 sata. Papir je krem boje. Uvarak od korijena ili od sjemenki koristi se kao veličina za papir.

## Uzgoj
Sjeme se najlakše pohrani tako da se ostavi u mahunama. Prije sjetve sjeme se često namače u vodi kako bi omekšala tvrda ovojnica sjemena. Sjeme se obično sije na licu mjesta, stavljajući 1 - 3 sjemenke u svaku rupu za planiranje i potom prorjeđujući do najjače biljke. Klijanje se obično odvija unutar jednog tjedna.
Klijanje i početni rast uvelike se poboljšavaju uzgojnim postupcima koji snižavaju temperaturu tla, npr. Malčiranje, zalijevanje prije najtoplijeg dijela dana i sjetva na strane grebena koje su najmanje izložene izravnom suncu.

## Sinonimi
- Hibiscus manihot var. caillei A.Chev. in Rev. Bot. Appl. Agric. Trop. 20: 322 (1940)
- Abelmoschus × glutinotextile Kagawa in unknown publication (1944)

## Vanjske poveznice
|  | Wikivrste imaju podatke o taksonu Abelmoschus × caillei |